# Astrofisica

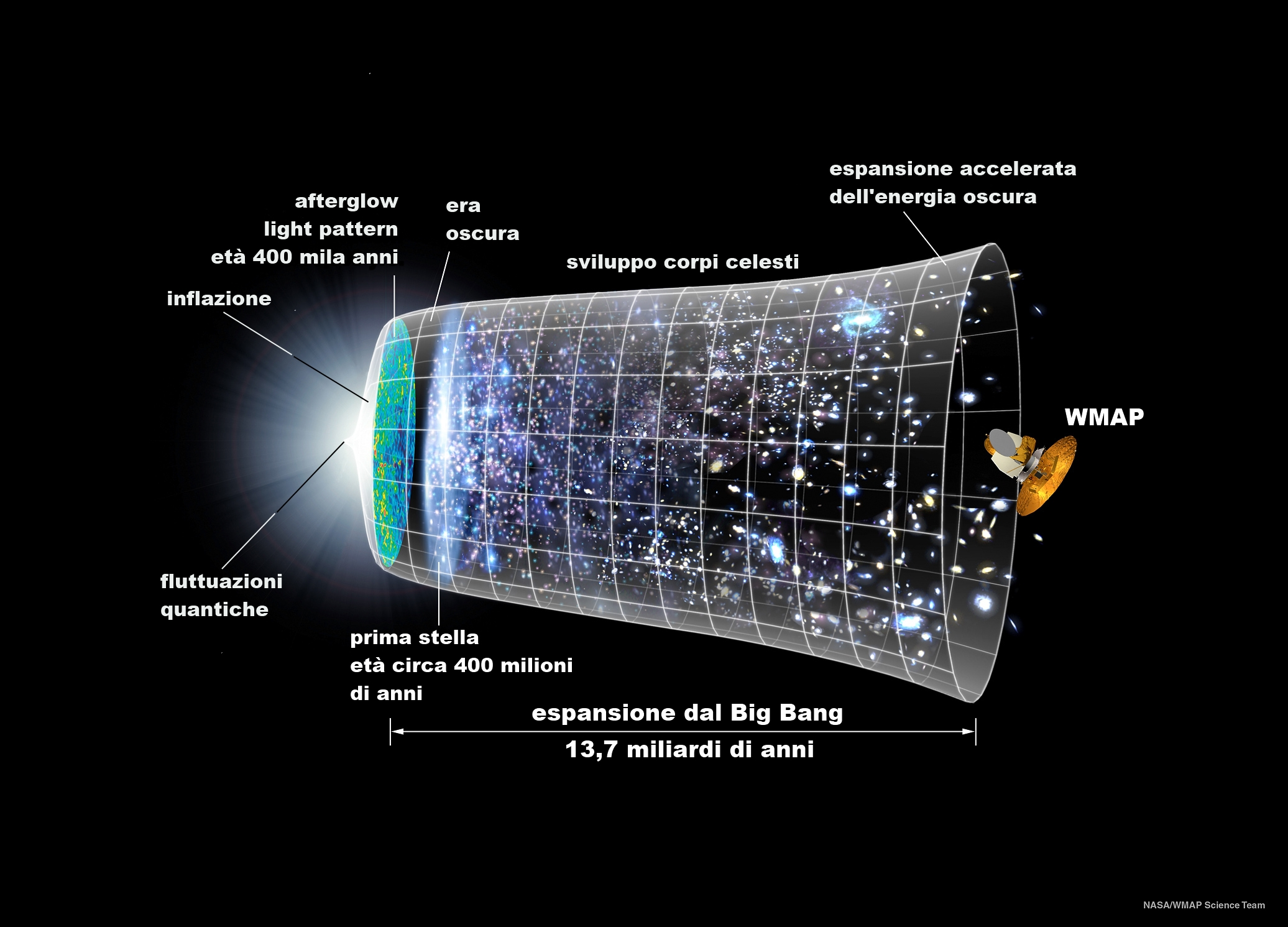
Grazie al satellite WMAP è stato possibile vedere l'Universo nei primi attimi dopo il big bang.

L'astrofisica (dal greco ἄστρον «astro» e φύσις «natura, fisica») è la branca della fisica e dell'astronomia che studia le proprietà fisiche, ossia tutti i vari fenomeni, della materia celeste.

## Storia

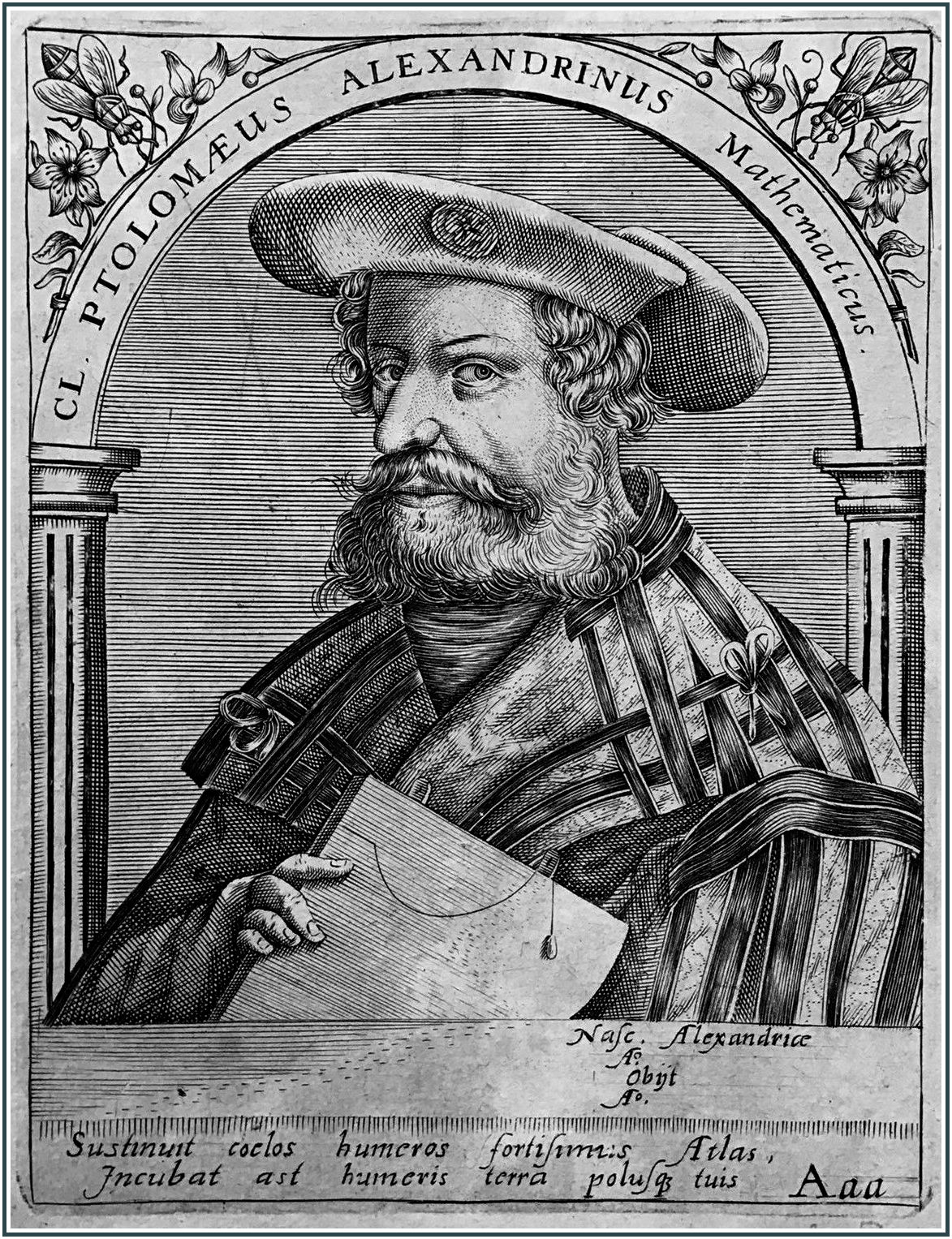
Almagesto di Tolomeo

Sebbene l'astronomia sia tanto antica quanto la storia stessa, per lungo tempo fu tenuta separata dallo studio della fisica. Nella visione aristotelica del mondo, il mondo celeste tendeva verso la perfezione – laddove i corpi nel cielo sembravano mossi da sfere perfette simili ad orbite perfettamente circolari – mentre il mondo terreno sembrava destinato all'imperfezione; tra questi due regni non veniva vista alcuna correlazione.
Aristarco di Samo (c. 310–250 a.C.) per primo supportò la teoria di Filolao ovvero che i moti dei corpi celesti potrebbero essere spiegati supponendo che la Terra e tutti gli altri pianeti nel Sistema Solare orbitassero attorno al Sole. Sfortunatamente, nel mondo geocentrico del tempo, la teoria eliocentrica di Aristarco venne giudicata assurda ed eretica, e per secoli, l'apparente visione dovuta al senso comune che il Sole e gli altri pianeti girassero attorno alla Terra venne quasi ritenuta indiscussa fino allo sviluppo dell'eliocentrismo copernicano nel XVI secolo. Ciò fu dovuto al predominio del modello geocentrico sviluppato da Tolomeo (83-161 ca. d.C.), un astronomo ellenizzato dell'Egitto romano, nel suo trattato Almagesto.
Il solo sostenitore noto di Aristarco fu Seleuco di Seleucia, un astronomo babilonese il quale si disse avesse dimostrato già nel II secolo a.C. l'eliocentrismo attraverso il ragionamento. Questo può avere coinvolto il fenomeno delle maree, che egli correttamente teorizzò essere causate dall'attrazione esercitata dalla Luna, notando inoltre che l'altezza delle maree dipende dalla posizione della Luna rispetto al Sole. In alternativa, egli può avere determinato le costanti di un modello geometrico riguardo alla teoria eliocentrica, servendosene per sviluppare metodi per calcolare le posizioni dei pianeti, possibilmente usando i primi metodi trigonometrici che erano allora disponibili, pressappoco come Copernico. Alcuni hanno anche interpretato i modelli planetari sviluppati da Aryabhata (476-550), un astronomo indiano, e Ja'far ibn Muhammad Abu Ma'shar al-Balkhi (787-886), un astronomo persiano, come dei modelli eliocentrici.

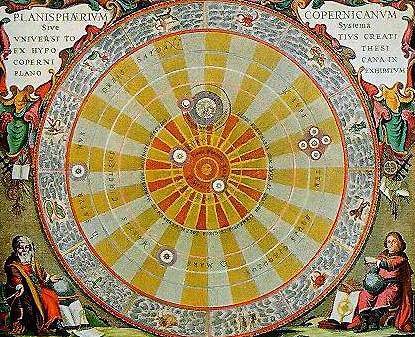
Modello eliocentrico del sistema solare

Nel IX secolo, il fisico e astronomo persiano, Ja'far Muhammad ibn Mūsā ibn Shākir, ipotizzò che i corpi del cielo e le sfere celesti fossero soggetti alla stessa legge fisica della Terra, diversamente dagli antichi i quali credevano che le sfere celesti seguissero le loro leggi fisiche diverse da quelle della Terra. Egli propose anche che ci fosse un'attrazione di forza fra i "corpi celesti", vagamente prefigurando la legge di gravità.
All'inizio dell'XI secolo, Ibn al-Haytham (Alhazen) scrisse il Maqala fi daw al-qamar (Sulla luce della Luna) poco prima del 1021. Questo fu il primo tentativo di successo nel combinare l'astronomia matematica con la fisica, e il primo tentativo di applicare il metodo sperimentale all'astronomia e astrofisica. Egli confutò l'opinione universalmente accreditata che la luna riflettesse la luce solare come uno specchio e correttamente concluse che essa "emette luce da quelle porzioni della sua superficie laddove la luce del sole batte". Per provare che la "luce viene emessa da ogni punto della superficie illuminata della luna", egli costruì un "ingegnoso marchingegno sperimentale". Ibn al-Haytham "formulò una chiara concezione della relazione fra un ideale modello matematico e il complesso dei fenomeni osservabili; in particolare, fu il primo a fare un uso sistematico del metodo variando le condizioni sperimentali in una costante ed uniforme maniera, in un esperimento mostrante che l'intensità della poca quantità di luce (light-spot) formata tramite la proiezione della luce lunare attraverso due piccole aperture sopra un paravento diminuisce costantemente come una delle aperture viene gradualmente ostruita".
Nel XIV secolo, Ibn al-Shatir realizzò il primo modello di moto lunare che misurava le osservazioni fisiche, e che fu più tardi usato da Copernico. Dal XIII al XV secolo, Tusi e Ali Kuşçu fornirono la primissima evidenza empirica riguardante la rotazione della Terra, utilizzando il fenomeno delle comete per confutare la pretesa tolemaica che la stazionarietà della Terra poteva essere determinata attraverso l'osservazione. Kuşçu inoltre rigettò la fisica aristotelica e la filosofia naturale, permettendo all'astronomia e alla fisica di diventare empirica e matematica invece che filosofica. Agli inizi del XVI secolo, il dibattito sul moto della Terra fu proseguito da Al-Birjandi (d. 1528), il quale analizzando cosa poteva succedere se la terra fosse rotante, sviluppa un'ipotesi simile alla nozione di Galileo Galilei di "inerzia circolare", che descrive nella seguente prova osservativa:
Successivamente l'eliocentrismo fu rivisitato da Niccolò Copernico nel XVI secolo, Galileo Galilei scoprì le quattro più luminose lune di Giove nel 1609, e documentò le loro orbite rispetto a quel pianeta, contraddicendo il dogma geocentrico della Chiesa cattolica del tempo, e scampando a gravi pene solo per il fatto di sostenere che la sua astronomia fu un lavoro di matematica, non di filosofia naturale (fisica), e perciò puramente astratta.
La disponibilità di accurati dati tratti dall'osservazione (principalmente dall'osservatorio di Tycho Brahe) condusse la ricerca verso spiegazioni teoriche per i comportamenti osservati. Per prima, solo le regole empiriche furono scoperte, come le leggi di Keplero sul moto planetario, all'inizio del XVII secolo. Dopo questo secolo, Isaac Newton colmò le lacune fra le leggi di Keplero e la dinamica di Galileo, scoprendo che le stesse leggi regolanti la dinamica degli oggetti sulla Terra regolano il moto dei pianeti e della luna. La meccanica celeste, l'applicazione della gravità newtoniana e le leggi di Newton per spiegare le leggi di Keplero sul moto planetario, furono la prima unificazione fra fisica ed astronomia.
Dopo che Isaac Newton pubblicò il suo libro, Philosophiæ Naturalis Principia Mathematica, la navigazione marittima venne trasformata. A partire dal 1670 circa, il mondo intero fu misurato usando essenzialmente gli strumenti di latitudine moderni e i migliori orologi disponibili. La necessità di navigare diede impulso a sempre più accurate osservazioni e strumenti astronomici, fornendo agli scienziati un ambiente propizio e sempre più dati disponibili.
Alla fine del XIX secolo fu scoperto che scomponendo la luce del Sole si potevano osservare una moltitudine di linee spettrali (regioni dove c'era poca o nessuna luce). Gli esperimenti con gas caldi mostrò che le stesse linee possono essere osservate negli spettri dei gas, linee specifiche corrispondenti ad elementi chimici unici. In questo modo fu provato che gli elementi chimici trovati nel Sole (principalmente idrogeno) furono anche trovati sulla Terra. In verità, l'elemento elio fu il primo scoperto nello spettro del Sole e solo più tardi sulla Terra, da qui il suo nome. Durante il XX secolo, la spettroscopia (lo studio di queste linee spettrali) progredì, particolarmente in conseguenza della l'avvento della fisica quantistica che fu necessaria per capire osservazioni ed esperimenti astronomici.

## Descrizione

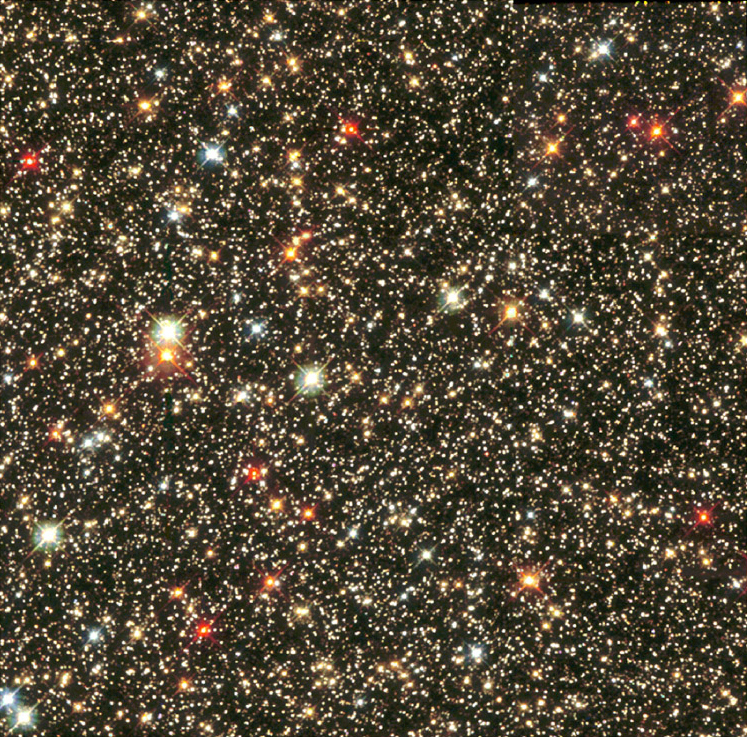
Nuvola di stelle del Sagittario

L'ambito tradizionale di interesse dell'astrofisica comprende le proprietà fisiche (densità, temperatura, composizione chimica e nucleare della materia, luminosità e forma dello spettro emesso, proprietà di eventuali particelle emesse) di stelle, galassie, mezzo interstellare e mezzo intergalattico, e di eventuali altre forme di materia presenti nell'universo; essa studia inoltre la formazione e l'evoluzione dell'universo nel suo insieme, detta cosmologia.
Ma accanto a questa definizione più tradizionale, negli ultimi anni ha assunto sempre più importanza un'altra definizione dell'astrofisica: quella che utilizza il cosmo come un laboratorio non per investigare le proprietà degli oggetti celesti sulla base di teorie fisiche ben note da esperimenti di laboratorio bensì per determinare nuove leggi della fisica che non possono altrimenti essere investigate nei laboratori terrestri. Si parla allora di fisica fondamentale nello spazio, un campo il cui primo problema (le proprietà del neutrino) ha ricevuto recentemente il suggello del premio Nobel.
La ricerca astrofisica, più di qualunque altro settore della fisica, richiede la padronanza di tutte le discipline fisiche: la meccanica dei corpi solidi e dei fluidi, la magnetoidrodinamica, l'elettromagnetismo e il trasporto della radiazione, la meccanica statistica, la relatività speciale e generale,  la fisica nucleare e delle particelle elementari, e perfino alcuni campi avanzati della fisica della materia quali superconduttività e superfluidità.
È possibile caratterizzare l'attività di ricerca in astrofisica sulla base della distinzione in astrofisica osservativa (spesso chiamata anche astronomia), astrofisica di laboratorio e astrofisica teorica.

### Astrofisica osservativa

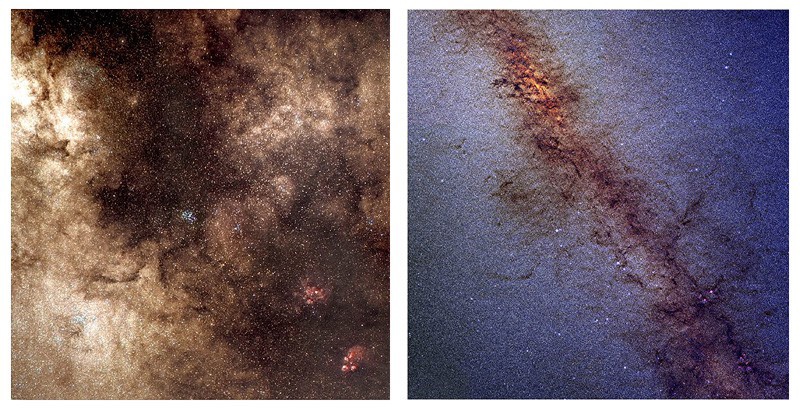
Sulla sinistra il centro della Via Lattea nella luce visibile. Il centro galattico è dominato da nubi di polvere nel Sagittario. Sulla destra il centro galattico è visto all'infrarosso che è in grado di penetrare fino al vero cuore della galassia

Dallo spazio riceviamo principalmente radiazione elettromagnetica (fotoni), ma anche alcune particelle (raggi cosmici e neutrini).
La radiazione elettromagnetica si distingue sulla base della sua lunghezza d'onda; le tecniche osservative e gli oggetti
osservati variano fortemente a seconda della lunghezza d'onda di osservazione.
- La radioastronomia studia la radiazione con lunghezza d'onda superiore a qualche millimetro. Il fondatore della disciplina fu Karl Jansky, che nel 1933 annunciò che un'antenna da lui costruita riceveva emissione dalla nostra galassia, la Via Lattea. Emettono in questa banda due tipi di sorgenti: quelle molto fredde come il mezzo interstellare, le nubi molecolari e la polvere interstellare, che hanno temperature ben inferiori a 1000 K, e gli elettroni relativistici che si muovono nel debole campo magnetico delle galassie. Altre importanti sorgenti nella banda radio sono le cosiddette sorgenti non termiche, e cioè quelle il cui spettro non è uno spettro termico; fra queste le più importanti sono le pulsar e i nuclei galattici attivi (AGN).
- L'astronomia millimetrica studia la radiazione con lunghezza d'onda attorno al millimetro. La fonte principale di emissione in questa banda è la radiazione cosmica di fondo (CMBR, da cosmic microwave backgroung radiation), ma anche la polvere emette in maniera significativa in questo intervallo di lunghezze d'onda.
- L'astronomia dell'infrarosso (IR) studia la radiazione con lunghezza compresa fra una frazione di millimetro e circa 780 nm, ove inizia la radiazione visibile. In questo intervallo sono visibili sia sorgenti termiche, come le stelle più fredde, sia sorgenti non termiche come gli AGN. Sono inoltre fortemente visibili le polveri presenti in tutte le galassie a spirali.
- L'astronomia ottica è ovviamente la più antica, e la nostra fondamentale fonte di conoscenza astronomica. Deve il suo primato alla congiunzione di tre fatti: il primo è che la radiazione visibile penetra facilmente l'atmosfera terrestre; il secondo è che gli oggetti più comuni nell'universo, e dunque la maggior parte dell'emissione nell'universo, sono concentrati in questa banda; infine, la maggior parte degli elementi comuni nell'universo hanno righe di emissione soprattutto in questa banda, il che rende lo studio delle proprietà fisiche (temperatura e densità) e chimiche (composizione e livello di ionizzazione) precipuamente conducibile sulla base di queste osservazioni. Si noti che la maggior parte delle righe di emissione, come viene determinato in laboratorio, è prodotta nella regione ultravioletta (UV), ma queste righe di emissione vengono facilmente assorbite nello spazio interstellare, e dunque sono fondamentalmente inosservabili. Le righe prodotte nell'ottico sono invece righe proibite o semi-proibite, il che rende il loro assorbimento lungo il loro cammino verso di noi molto più improbabile. Una quarta circostanza favorevole, infine, è che, almeno fino a non molti anni fa, era in questa banda di osservazione che i nostri strumenti raggiungevano la massima risoluzione angolare possibile; questo però non è più vero. Le sorgenti precipue in questa banda sono innanzitutto la maggior parte delle stelle (restano escluse quelle molto fredde) e tutte le galassie.
- L'astronomia ultravioletta (UV) studia l'emissione compresa fra la radiazione visibile (che ha al massimo lunghezza d'onda di circa 300 nm) e quella X, che ha lunghezza d'onda 100 volte minore. La maggior parte delle righe di emissione si trova in questa regione, ma, come detto sopra, viene assorbita prima di arrivare a noi. Questa banda consente lo studio del mezzo interstellare, e delle stelle più calde.
- L'astronomia X e gamma ha avuto il suo inizio nel 1962, quando il razzo disegnato da un'équipe guidata da Riccardo Giacconi scoprì la prima sorgente X, Sco X-1. La scoperta delle prime sorgenti nella regione gamma seguì a poco. A queste lunghezze d'onda sono rivelabili prima di tutto sorgenti non termiche, come pulsar X, AGN, gamma ray burst (GRB), buchi neri con disco di accrescimento; è possibile osservare anche la componente più calda del mezzo intergalattico, che emette nella regione dei raggi X più soffici (e cioè più vicina alla regione UV).
- L'astronomia TeV rivela i fotoni con le massime energie che possono giungere a noi (a causa di un fenomeno di assorbimento, fotoni con energie molto superiori vengono facilmente assorbiti nell'universo, e sono dunque invisibili per noi). Si tratta di una nuova disciplina, che si è sviluppata solo negli ultimi anni grazie a telescopi terrestri di nuova concezione come MAGIC. Le sorgenti osservabili sono le sorgenti più estreme note, come BL Lac (una sottoclasse degli AGN) e forse GRB.

La galassia M101, uno degli esempi più belli di galassia a spirale.

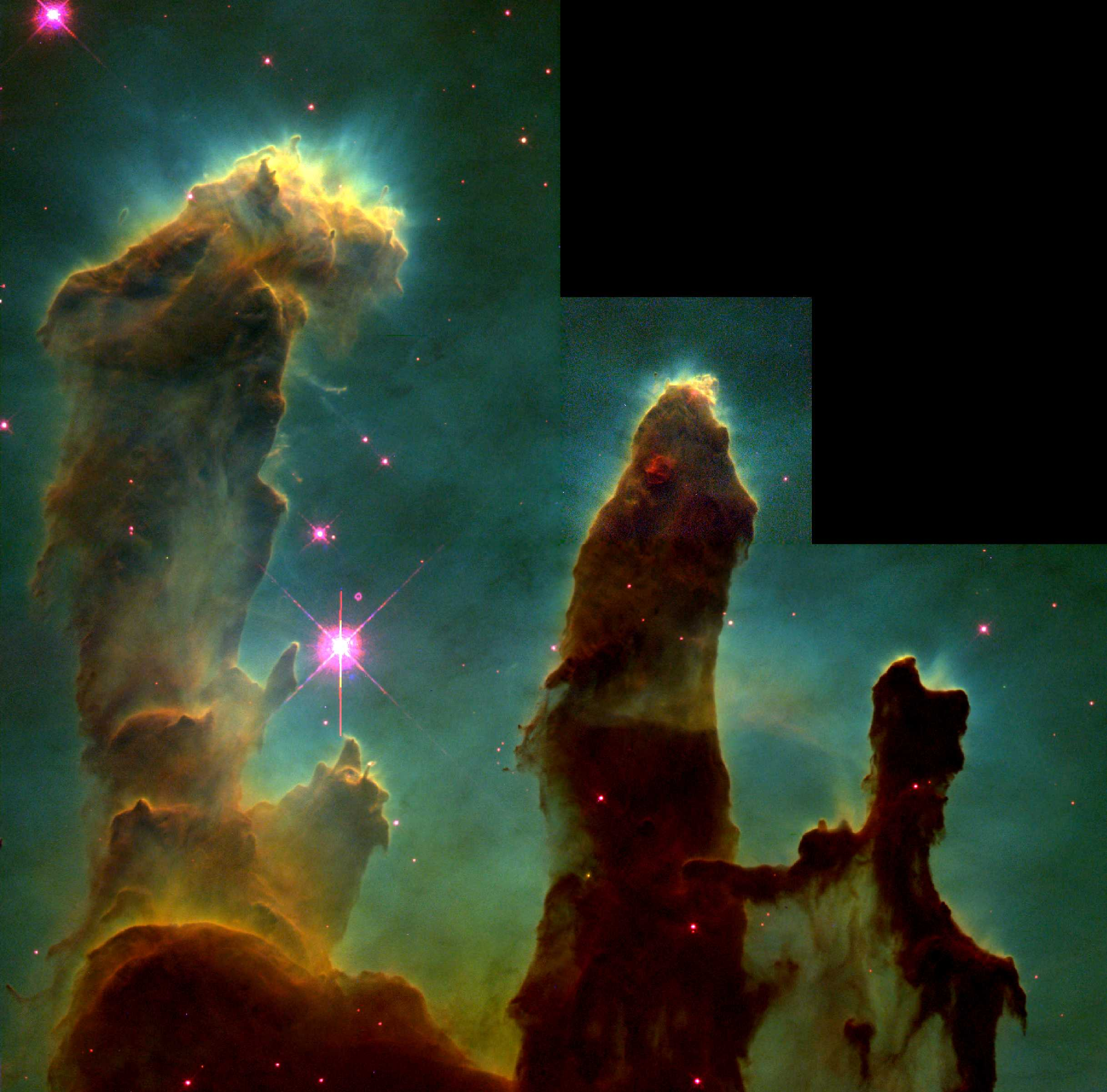
Una spettacolare regione di formazione stellare: la regione dell'Aquila.

Un'ulteriore distinzione fra queste tecniche osservative riguarda la localizzazione dei telescopi. Infatti, l'atmosfera terrestre assorbe tutta la radiazione UV, X, gamma e buona parte di quella millimetrica e IR. Ne consegue che i telescopi radio, ottici, alcuni IR e quelli nella regione TeV sono sulla Terra, mentre quelli IR, UV, X e gamma sono portati fuori dall'atmosfera da satelliti. Nel millimetro e in certe regioni IR si sfrutta il fatto che basta alzarsi in volo su un aereo (IR) o su un pallone sonda (millimetro) per riuscire a vedere le sorgenti cosmiche.
Oltre ai fotoni, la Terra è bombardata da sciami di particelle di varia origine, chiamate raggi cosmici. Si tratta di particelle di vario tipo (principalmente protoni, elettroni, e alcuni nuclei, ma anche antiprotoni), che eseguono complicati moti nella nostra galassia, a causa della presenza del campo magnetico (che invece non influenza i fotoni).
Per questo motivo è impossibile stabilire quale sia l'oggetto che dà origine ai raggi cosmici, il che ha finora impedito la nascita di una vera astronomia dei raggi cosmici, e cioè una disciplina che metta in relazione la radiazione (materiale) che riceviamo a Terra con le proprietà fisiche delle loro sorgenti. Tuttavia, queste particelle svolgono un ruolo fondamentale nella generazione della radiazione elettromagnetica osservata a Terra (per esempio, nel radio, X, e gamma); è necessario perciò studiare le proprietà dei raggi cosmici (il loro numero e la loro distribuzione in energia) per conoscere la materia che emette la radiazione non termica che osserviamo.
L'altra categoria di particelle che riveliamo a Terra sono i neutrini, che non vengono deflessi dal campo magnetico, e che dunque possono essere facilmente messi in connessione con le loro sorgenti. A tutt'oggi, solo due sorgenti di neutrini sono state stabilite con certezza (il Sole, grazie alla sua prossimità, e la supernova 1987A), ma è in corso la realizzazione di ulteriori 'telescopi a neutrini', con la capacità di rivelare molte altre sorgenti nell'universo, quali supernove e GRB.
È inoltre possibile che esistano altri sciami di particelle che inondano la Terra e che per il momento non sono state rivelate. Da una parte, si tratta di onde gravitazionali (gravitoni), la cui esistenza viene considerata ampiamente probabile sulla base della Relatività generale, ma che sono troppo deboli per essere state rivelate con la tecnologia esistente. E dall'altra, esiste la possibilità che la cosiddetta materia oscura sia costituita da tipi di particelle non ancora identificate, e forse neanche postulate; sono operativi, o in costruzione, numerosi 'telescopi' per queste nuove particelle.

### Astrofisica di laboratorio
Sebbene si possa dire, in un certo senso, che tutta la fisica appartenga all'astrofisica di laboratorio, ci sono alcuni argomenti della fisica di fondamentale, e forse ora esclusivo, interesse dell'astrofisica. Si tratta primariamente di:
- ogni misura spettroscopica: delle probabilità di eccitazione o diseccitazione collisionale di tutte le transizioni elettromagnetiche, dagli ioni alle molecole anche complesse;
- ogni misura nucleare, incluse le sezioni d'urto per tutte le specie nucleari, anche le più pesanti;
- ogni misura relativa alla polvere intergalattica, e in particolare la sua resistenza al bombardamento particellare e fotonica che permea il mezzo interstellare, e le sue proprietà elettromagnetiche.

### Astrofisica teorica
La maggior parte dei fenomeni astrofisici non è direttamente osservabile: si pensi per esempio ai processi che forniscono l'energia che il Sole irradia nello spazio, che avvengono nelle zone più profonde del Sole, oppure al Big Bang, che è avvenuto circa 13,7 miliardi di anni fa.
Per questo motivo l'astrofisica ricorre frequentemente al supporto di modelli teorici, e cioè rappresentazioni idealizzate dei processi allo studio, le cui conseguenze sono però calcolabili con precisione grazie alle teorie fisiche esistenti. Sono precisamente queste conseguenze (chiamate predizioni), che confrontate con le osservazioni, a permettere di stabilire la correttezza (o l'erroneità) dei modelli stessi. Questi modelli consentono talvolta dei calcoli analitici (e cioè, con carta e penna), ma nella maggior parte delle situazioni si fa ricorso al computer, che consente calcoli
numerici assai più complessi di quelli analitici: si parla allora di simulazioni, che vengono usate specialmente in cosmologia.
Problemi classici dell'astrofisica teorica sono: la struttura e l'evoluzione stellare (comprese le fasi di nascita e morte delle stelle, che sono al momento quelle peggio comprese), la dinamica delle stelle all'interno delle galassie, l'evoluzione chimica delle galassie, le proprietà del mezzo interstellare, la formazione delle galassie nell'universo e l'evoluzione della struttura su larga scala, le proprietà di alcuni oggetti particolari (pulsar, buchi neri e AGN) che richiedono l'applicazione delle teorie fisiche terrestri (soprattutto la Relatività generale) a regimi che non sono riproducibili (perché troppo grandi/troppo caldi/...) nei laboratori terrestri, le proprietà dei raggi cosmici.
Ma accanto a questi problemi, la cui soluzione richiede (probabilmente) null'altro che la fisica già nota, ce ne sono altri che invece richiedono modifiche della fisica come noi la conosciamo. Il primo esempio è il flusso dei neutrini a Terra, la cui osservazione aveva mostrato una deficienza, rispetto ai modelli teorici, di circa un fattore 3; questa discrepanza fra modelli e osservazioni, a lungo considerata il frutto di un'incompleta
comprensione di alcuni aspetti dell'astrofisica di base (la rotazione del Sole, o le sue proprietà convettive) oppure della fisica nucleare sulla quale i modelli sono basati, si è invece scoperto essere dovuta ad un fenomeno nuovo e interessante, le oscillazioni dei neutrini, che sono tipiche di alcune particelle elementari, e che non era assolutamente possibile prevedere al momento della costruzione del primo esperimento.
Altri esempi famosi sono la presenza della materia oscura, rivelata da semplici misure astronomiche (circa il 90% di tutta la massa dell'universo è in una forma ignota) e la ancor più misteriosa energia del vuoto, che è ciò che genera l'accelerazione nell'espansione dell'universo recentemente.